# Lean on Pete
Lean on Pete (prt: O Meu Amigo Pete; bra: A Rota Selvagem) é um filme de drama britânico de 2017 dirigido e escrito por Andrew Haigh, baseado no romance homônimo de Willy Vlautin. Protagonizado por Charlie Plummer, Chloë Sevigny, Travis Fimmel e Steve Buscemi, estreou no Festival Internacional de Cinema de Veneza em 1 de setembro de 2017. No Brasil, foi apresentado pela Diamond Films na Mostra Internacional de Cinema de São Paulo 2018.

## Sinopse
Após descobrir no trabalho que um dos cavalos de corrida que cuida será abatido, o adolescente Charley decidie sair em busca de uma nova casa para o animal.

## Elenco
- Charlie Plummer - Charley Thompson
- Travis Fimmel - Ray
- Chloë Sevigny - Bonnie
- Steve Buscemi - Del
- Steve Zahn - Silver
- Thomas Mann - Lonnie
- Amy Seimetz
- Justin Rain - Mike
- Lewis Pullman - Dallas
- Frank Gallegos - Santiago

## Produção
As gravações principais começaram em 13 de agosto de 2016 e ocorreram em Portland e Burns, Oregon. As filmagens foram concluídas em 10 de setembro de 2016. Durante a pós-produção do filme, o papel de Thomas Mann foi removido do corte final.

## Recepção
No site agregador de críticas Rotten Tomatoes, 90% das 188 resenhas dos críticos são positivas. O consenso do site diz: "Lean on Pete evita o melodrama sentimental, oferecendo um retrato empático, mas perspicaz de um jovem em uma encruzilhada que confirma Charlie Plummer como um grande talento."
O Metacritic, que usa uma média ponderada, atribuiu ao filme uma pontuação de 80 em 100, baseado em 44 críticos, indicando críticas "geralmente favoráveis".
Brian Tallerico, do RogerEbert.com, deu ao filme 3 estrelae e meia dizendo que "fiquei maravilhado com a profundidade humanista do mundo que Haigh cria, que só pode ser reproduzido por um escritor e diretor verdadeiramente grande, trabalhando perto do topo de seu jogo." Austin Dale da INTO considerou o filme o melhor de 2018 enquanto sofria seus modestos retornos de bilheteria, chamando-o de "tanto o filme mais americano do ano quanto o de venda mais difícil do ano."